# Cestistica Azzurra Orvieto
La Cestistica Azzurra Orvieto è una a.s.d. di Orvieto, in provincia di Terni, la principale società cittadina di pallacanestro femminile.

## Storia
L'affiliazione alla federazione risale al 1984, l'ultimo cambio di denominazione al 1998. La sede legale è a Orvieto, ma la squadra gioca al palazzetto dello sport di Porano. La squadra ha disputato l'A2 dal 1994 al 1998-99; ha vinto nel 2008-09 la Coppa Italia di B d'Eccellenza ed è stata promossa ancora in A2 vincendo in finale sulla Euromar La Spezia. Da matricola, nel 2009-10, ha raggiunto la semifinale del girone ed è uscita sconfitta dalle campionesse del Ducato Lucca.
Nel 2011-12, dopo aver perso la finale dei play-off contro Chieti, Orvieto ha conquistato la promozione in Serie A1 battendo Bologna nello spareggio promozione.
Al termine della stagione 2015-16, dopo quattro anni di permanenza nella massima serie, la società ha deciso di autodeclassarsi in Serie A2 per avviare un progetto che coinvolge giovani talenti provenienti da tutta Italia.

## Cronistoria
| Cronistoria della Cestistica Azzurra Orvieto |
| --- |
| - 1984 - fondazione dell'Orvieto. - 1997-1998 · 9ª nel Girone B di Serie A2, retrocessa in Serie B e poi ammessa alla nuova Serie A2. - 1998-99 · assume la denominazione Cestistica Azzurra Orvieto; 10ª nel Girone B di Serie A2, retrocesso in Serie B. - 2005-06 · 5ª nel Girone C di Serie B d'Eccellenza, quarti di finale play-off. - 2006-07 · 1ª nel Girone C di Serie B d'Eccellenza, semifinali play-off. - 2007-08 · Iemmeci, 3ª nel Girone C1 di Serie B d'Eccellenza, 5° in Poule Promozione C. - 2008-09 · 1ª nel Girone C2 di Serie B d'Eccellenza, 1ª nella Poule Promozione C, vince i play-off, promossa in Serie A2. Vincitrice della Coppa Italia di Serie B d'Eccellenza (1º titolo). - 2009-10 · Ceprini Costruzioni, 5ª nel Girone Sud di Serie A2, sconfitto ai play-off. - 2010-11 · Ceprini Costruzioni, 5ª nel Girone Sud di Serie A2, sconfitto ai quarti di finale dei play-off. - 2011-12 · Ceprini Costruzioni, 4ª nel Girone Sud di Serie A2, vince lo spareggio promozione dopo aver perso la finale dei play-off, promossa in Serie A1. - 2012-13 · Ceprini Costruzioni, 8ª in Serie A1, quarti dei play-off. - 2013-14 · Ceprini Costruzioni, 8ª in Serie A1, quarti dei play-off. - 2014-15 · Ceprini Costruzioni, 12ª in Serie A1. - 2015-16 · Ceprini Costruzioni, 12ª in Serie A1, primo turno dei play-off, si autodeclassa in Serie A2 - 2016-17 · Ceprini Costruzioni, 3ª nel Girone A di Serie A2, quarti di finale dei play-off promozione. - 2017-18 · Ceprini Costruzioni, 9ª nel Girone Sud di Serie A2, quarti di finale dei play-off promozione. - 2018-19 · Ceprini Costruzioni, 16ª nel Girone Sud di Serie A2, retrocessa in Serie B. - 2019-2020 · 8ª in Serie B Lazio. - 2020-2021 · 4ª nel Girone A di Serie B Lazio, 4ª nella Poule Retrocessione. - 2021-2022 · 7ª nel Girone B di Serie B Lazio, perde i play-out, retrocessa in Serie C e poi riammessa. - 2022-2023 · 7ª in Serie B Umbria, retrocessa in Serie C e poi riammessa. - 2023-2024 · 6ª in Serie B Umbria, retrocessa in Serie C e poi riammessa. |

## Cestiste
- Carolina Pantani

## Galleria d'immagini

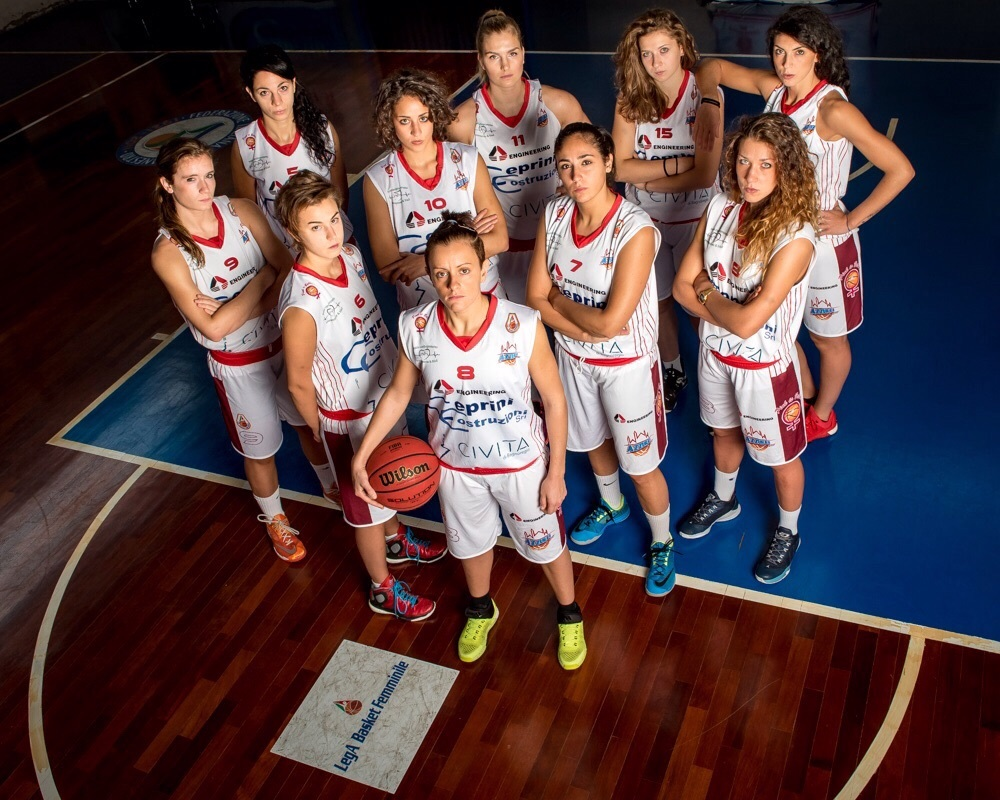
La squadra per il campionato 2015-2016
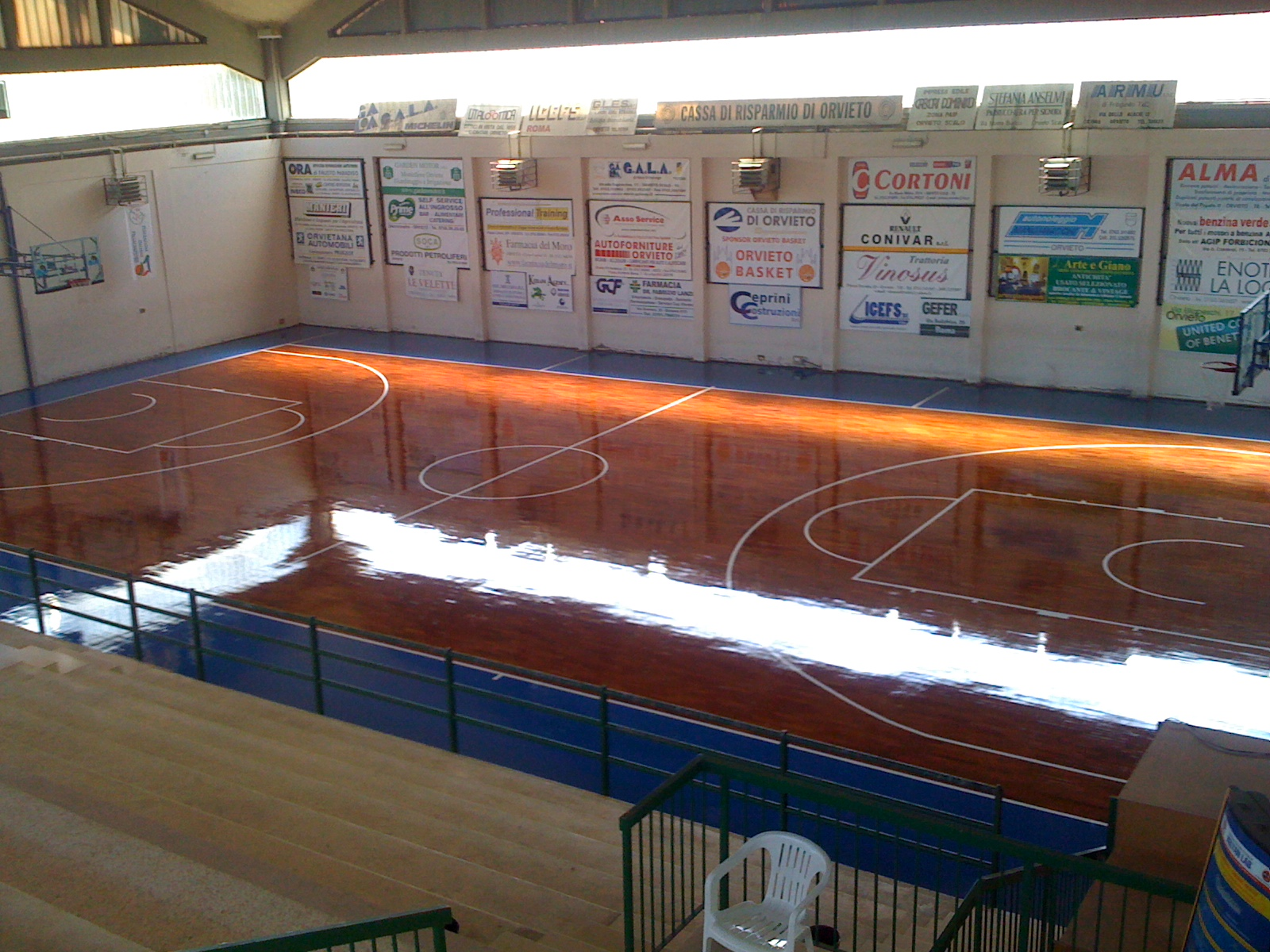
Il campo da gioco, il Palaporano